# Marie Uchytilová
Marie Uchytilová-Kučová (17. ledna 1924 Kralovice – 16. listopadu 1989 Praha) byla česká sochařka a medailérka, mimo jiné autorka československé jednokoruny a sousoší lidických dětí Pomníku dětských obětí války.

## Život
Narodila se v Kralovicích do rodiny berního úředníka. Dětství a studentská léta prožila v Plzni, kde studovala sochařství u prof. Otakara Waltera. V letech 1945–1950 studovala na pražské Akademii výtvarných umění u Otakara Španiela (obor medailersko-sochařský). Po 18 let vyučovala výtvarné umění. Jejím žákem byl i její budoucí manžel Jiří Václav Hampl, se kterým měla dceru Sylvii (* 1949).
Marie Uchytilová je považována za znamenitou medailérku, autorku bust a plastik významných osobností české kultury. Několik vzpomínkových medailí věnovala protiválečné tematice, celou řadu pamětních medailí vytvořila pro numismatickou společnost a k příležitostem různých výročí obcí a osobností. V Kladně stojí socha Lidická matka, v České Skalici pak socha Barunky a pomník Boženy Němcové.
Zemřela náhle na srdeční infarkt 16. listopadu 1989 v předvečer sametové revoluce. Dne 15. listopadu 2004 jí byla odhalena pamětní deska na jejím rodném domě v Dělnické ulici v Kralovicích. Autorem desky je manžel Jiří Václav Hampl.

## Dílo

### 1 koruna československá

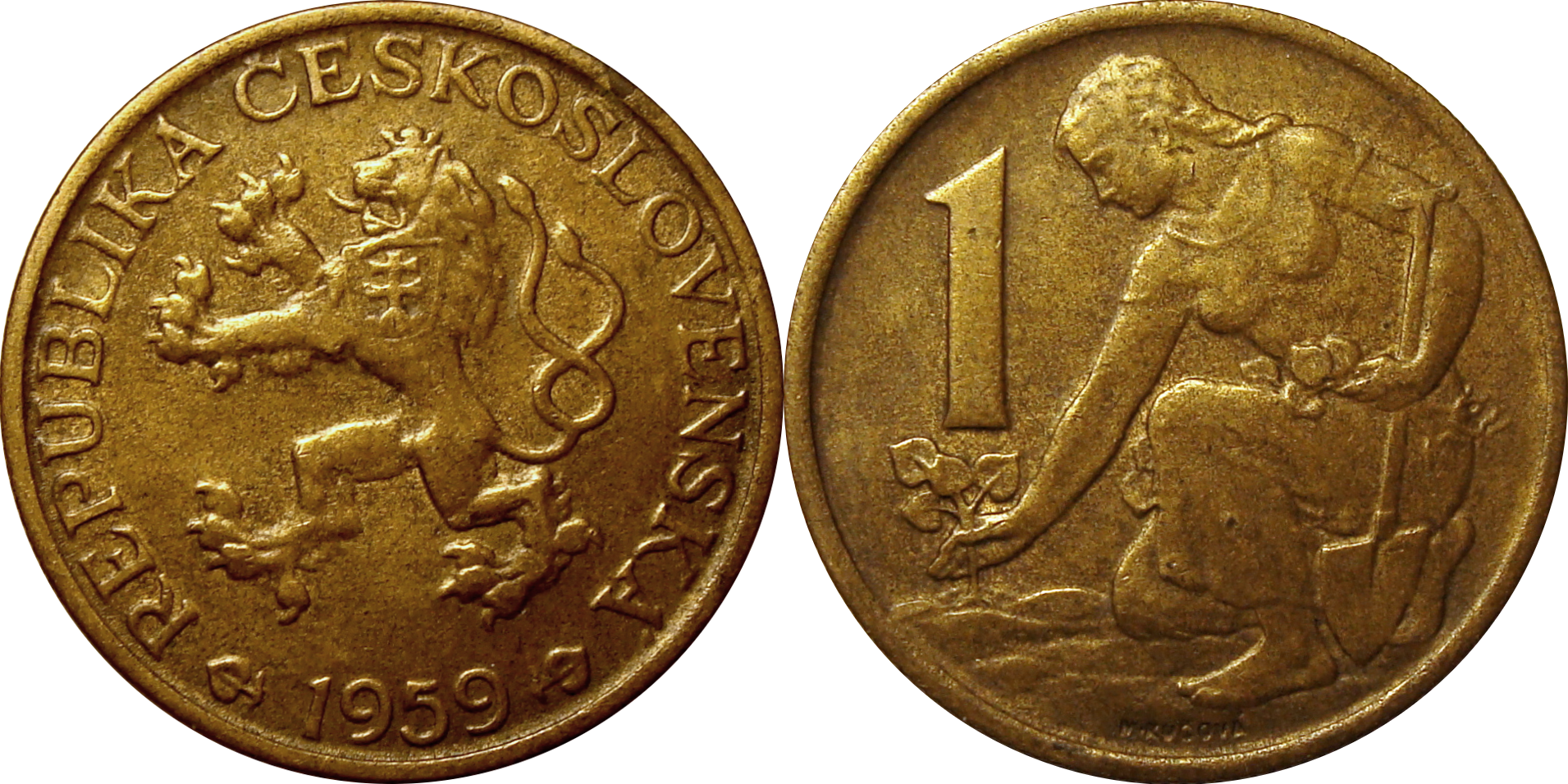
1 koruna československá (1957–1960) z roku 1959

V roce 1956 se Uchytilová zúčastnila veřejné soutěže na podobu jednokorunové československé mince. Její návrh nezvítězil, ale tehdejšímu ministrovi financí se tak líbil, že prosadil jeho ražbu. Mladá žena sázející v pokleku lípu zdobila na lícní straně nejpoužívanější československé platidlo přes třicet let. Sama autorka o práci prohlásila: „…jaká to příležitost pro umělce – své srdce celému národu položit do dlaně!“
Na minci přitom Uchytilová zpodobnila politickou vězeňkyni Bedřišku Synkovou, která byla jako devatenáctiletá v březnu 1955 odsouzena k osmiletému trestu vězení za vedení skautského oddílu. Marie Uchytilová se o jejím osudu dozvěděla od Bedřiščiny matky a reliéf na minci vytvořila podle fotografie dívky. Mincí se začalo platit 2. září 1957; Bedřiška Synková byla propuštěna po pěti letech v květnu 1959.
V Praze v Divadle pod Palmovkou se uskutečnila 12. února 2016 světová premiéra divadelní hry Tomáše Dianišky „Mlčení bobříků“. Proces se Synkovou a lest sochařky Marie Uchytilové posloužil autorovi jako dějová osnova.

### Pomník dětským obětem války

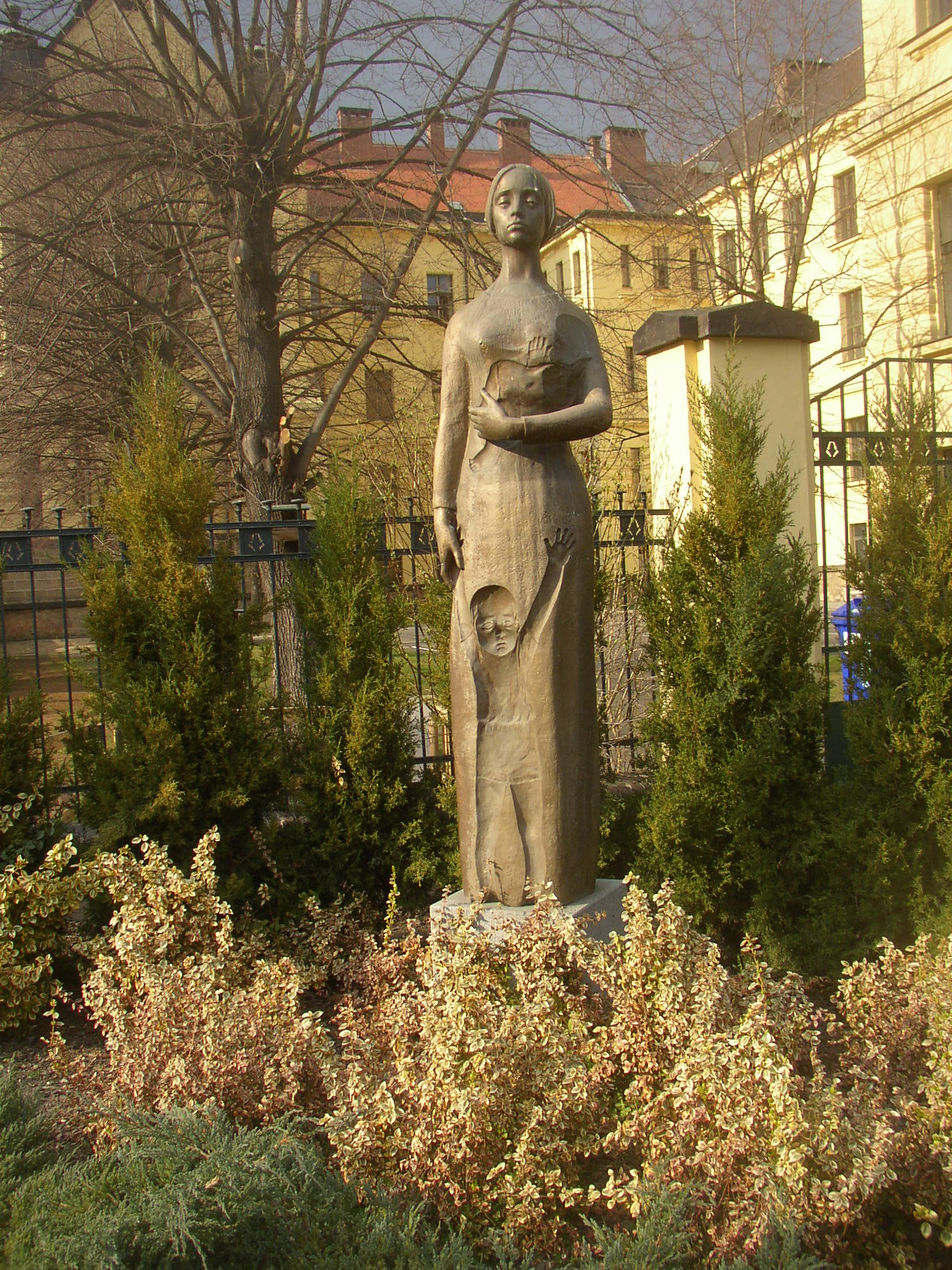
Lidická matka se svými zmizelými dětmi, Kladno, nám. 17. listopadu

Koncem šedesátých let začala, ze své vlastní vůle a bez objednávky, pracovat na pomníku lidických dětí. Společně se svým manželem Jiřím V. Hamplem modelovala postupně až do své smrti symbolickou sochu každého z 82 dětí zabitých v likvidačním táboře v polském Chełmnu. Záměrně nevytvářela věrné podobizny, aby přeživší matky nezraňovala a aby její dílo bylo chápáno jako pomník všem dětským obětem válečných hrůz.

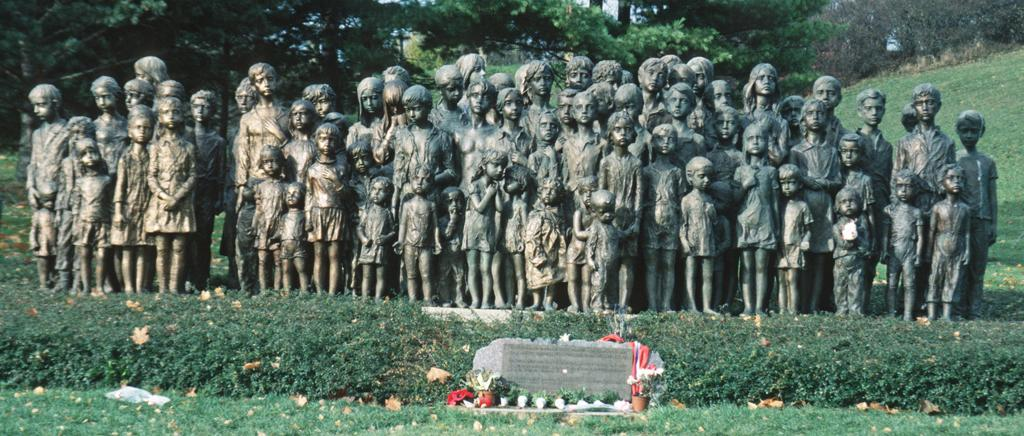
Sousoší zavražděných lidických dětí – každé z nich zde má svou podobiznu

Toužila, aby Sousoší lidických dětí odlité do bronzu stálo v Lidicích, ale sama neměla dostatek prostředků na tak nákladnou realizaci. Dovolávala se pomoci státu, ale komunistický režim o pomník nejevil zájem. Podpora nepřišla ani ze zahraničí. Pomníku v Lidicích, jejichž tragického osudu po léta zneužívali komunisté pro své ideologické záměry, příliš nepřála ani polistopadová atmosféra. Po smrti autorky Jiří Václav Hampl sbíral malé dary od soukromých dárců a podařilo se mu odlít do bronzu celkem 21 soch. V polovině devadesátých let se o osud Lidic začali zajímat občané z dánského města Albertslund. Veřejná sbírka, kterou uspořádali, znamenala zlom v realizaci a pokryla náklady na jednu třetinu celého sousoší.
Prvních třicet soch bylo v Lidicích instalováno v roce 1995, poslední byly odhaleny 10. června 2000, třicet let po zahájení práce a jedenáct let po smrti autorky. Sousoší je orientováno tak, že se děti dívají k hrobu svých otců, dědů i kamarádů. Sádrový model sousoší lidických dětí věnoval Jiří Hampl Muzeu a galerii severního Plzeňska.

## Po smrti
28. října 2013 ji prezident Miloš Zeman vyznamenal medailí Za zásluhy I. stupně in memoriam. Cenu převzala její dcera. Vyznamenání Marie Uchytilové Zeman ohlásil při návštěvě Lidic v červnu téhož roku. Prohlásil, že je to „nejkrásnější a současně nejsmutnější pomník, který kdy v životě poznal“.
Dne 17. ledna 2014 obdržela Marie Uchytilová-Kučová u příležitosti nedožitých 90. narozenin In memoriam čestné občanství Lidic. V roce 2018 jí bylo uděleno i čestné občanství města Plzně.
Dne 4. června 2025 byl Marii Uchytilové odhalen čestný hrob na Ústředním hřbitově v Plzni. Slavnostního aktu se zúčastnila její dcera a další členové rodiny, ředitel Památníku Lidice Eduard Stehlík a další.